# As the Flower Withers
| Críticas profissionais | Críticas profissionais |
| Avaliações da crítica  | Avaliações da crítica  |
| Fonte                  | Avaliação              |
| ---------------------- | ---------------------- |
| Allmusic               | [ 1 ]                  |

As the Flower Withers é o primeiro álbum de estúdio da banda britânica de doom metal My Dying Bride e foi lançado em 22 de maio de 1992. A arte da capa foi feita por Dave McKean. Esse é o único álbum do My Dying Bride no qual o vocalista Aaron Stainthorpe utiliza somente vocal gutural.

## Composição
Muitas faixas nesse álbum apareceram em outros lançamentos da banda. "Sear Me" foi a primeira de uma trilogia de canções com esse título, seguida por "Sear Me MCMXCIII" (tocada apenas por teclado e violino) de 1993 e por "Sear Me III" de 1999, cujo estilo é mais parecido com o da original, tendo a banda toda na composição. "The Bitterness and the Bereavement" foi retirada de um EP lançado em abril de 1993 de forma independente com o nome "Unreleased Bitterness". Essa versão da canção também aparece no relançamento em digipak do álbum As the Flower Withers e na compilação de raridades Meisterwerk 1. "Vast Choirs" é um versão retrabalhada da versão da primeira demo Towards the Sinister. Essa versão também aparece em Meisterwerk 2 e no relançamento de 2004 de Trinity. "The Return of the Beautiful" foi regravada para o álbum The Dreadful Hours (2001), com seu título sendo mudado para  "The Return to the Beautiful". Versões ao vivo de "The Forever People" podem ser encontradas nas edições limitadas do álbuns The Angel and the Dark River (1995) e For Darkest Eyes (1997). Essa canção também é frequentemente tocada como a última no set de vários shows ao vivo da banda.

## Lista de faixas
| N.º            | Título                               | Duração |  |
| 1.             | "Silent Dance"                       | 2:13    |  |
| 2.             | "Sear Me"                            | 9:07    |  |
| 3.             | "The Forever People"                 | 4:10    |  |
| 4.             | "The Bitterness and the Bereavement" | 7:38    |  |
| 5.             | "Vast Choirs"                        | 8:16    |  |
| 6.             | "The Return of the Beautiful"        | 12:50   |  |
| Duração total: | Duração total:                       | 49:26   |  |

| Faixa bônus da versão em CD |                     |         |  |
| N.º                         | Título              | Duração |  |
| 7.                          | "Erotic Literature" | 5:14    |  |

| Faixa bônus da versão japonesa |                                                         |         |  |
| N.º                            | Título                                                  | Duração |  |
| 7.                             | "The Forever People" (ao vivo no Dynamo Festival, 1995) | 4:56    |  |

| Faixa bônus do relançamento |                          |         |  |
| N.º                         | Título                   | Duração |  |
| 7.                          | ""Unreleased Bitterness" | 7:49    |  |

## Créditos
- Aaron Stainthorpe - vocal
- Andrew Craighan - guitarra
- Calvin Robertshaw - guitarra
- Adrian Jackson - baixo
- Rick Miah - bateria

Créditos adicionais
- Martin Powell - violino
- Wolfgang Bremmer - trompa
- Dave McKean - fotografia da capa, ilustração e design
- Noel Summerville - masterização (no Transfermation, em Londres)